# Ansovell
Ansovell est une entité de population ainsi que le chef-lieu de la commune de Cava dans la comarque de l'Alt Urgell en Catalogne (Espagne).

## Description
En 2006, Ansovell avait 33 habitants ce qui fait d'elle l'entité de population la plus grande de la commune. Elle est située à la pente nord de la serra del Cadí, à 1 338 mètres d'altitude.